# Mirza Riza Khan
Mirza Riza Khan (né en 1846 à Tabriz et décédé en 1937 à Téhéran) Arfa'-ed-Dowleh ou prince Arfa est un diplomate, militaire iranien du XIXe siècle et écrivain connu sous le pseudonyme de Danish.

## Carrière
Son grand-père était premier ministre du Khan d’Erevan avant la seconde guerre russo–persane quand le territoire fut rattaché à l’Empire russe.  La famille s’établit alors à Tabriz.
Élève de l’Académie il commence une carrière diplomatique. Il est d’abord secrétaire au consulat de Tiflis puis il intervient  comme médiateur pour la libération de citoyen turcs. Devenu premier secrétaire du consulat général en Russie il assiste au couronnement du Tsar Alexandre III. Il est ensuite ambassadeur à Saint-Pétersbourg (1895), délégué perse à la Conférence  de la Paix de la Haye en 1899 et  reçoit le  titre de Khan de Mozaffaredin Shah. Il fut également  nommé aide de camp de Mohammad Ali Shah.
Nommé  ministre plénipotentiaire à Constantinople il le reste pendant 5 ans. Dans les années 1910 il s’établit à Monaco où il fait construire la Villa Danichgah. Il est rappelé en Perse en   1912-1914 où il occupe les fonctions de ministre de la Justice puis de l’Enseignement public.
Il parlait de nombreuses langues et il a inventé une réforme de l’alphabet  appelé "Rushdiyeh" permettant de compléter et d’adapter l’alphabet arabe à la langue perse.
Il fréquenta les cercles littéraires et fut ami avec de nombreux écrivains français comme Pierre Loti, Stéphen Liégeard, etc. Il fut un habile versificateur et sa notoriété d'écrivain iranien fut reconnu à  son époque en Europe. Il facilita la diffusion du français dans son pays. 
Il fut le premier délégué perse à la SDN et assistera aux obsèques de Mohammad Ali Shah à San Remo.
Son fils le général  Hassan Arfa' a raconté sa propre vie et celle de son père  dans un livre paru en 1964

## Œuvres  en français
- Perles d’Orient publié  en 1904 à Constantinople puis à Paris, Dujarric et Cie en 1905
- Poésie et Art Persans à Monaco (1910-1919), Imprimerie du "Petit Monégasque", Monte-Carlo
- Feuillets détachés
- Mémoire sur la Conférence de La Haye, appel à la Paix* Princesse Mirza Riza Khan, (sa femme) : Les femmes de la ville des minarets, Flammarion, 1924.